# Isaac Perlmutter
Isaac „Ike“ Perlmutter (hebräisch יצחק "אייק" פרלמוטר [ˈaɪzək ˈpɜrlˌmʌtər]; geboren am 1. Dezember 1942, Tel Aviv) ist ein israelisch/US-amerikanischer Milliardär, Unternehmer, Finanzier und Philanthrop.
Durch eine Vielzahl von unorthodoxen Geschäftsabschlüssen war er ein einflussreicher Investor in einer Reihe von Unternehmen, darunter Revco, Coleco Entertainment, Remington und Toy Biz/Marvel Toys. Er ist ehemaliger Vorsitzender und CEO von Marvel Entertainment.

## Leben

### Jugend und erste Berufstätigkeiten
Isaac Perlmutter wuchs in Tel Aviv auf und verlor auf Grund der schlechten Versorgungslage in den Krankenhäusern Israels zuerst seine Mutter und dann seine Schwester. Diese veranlasste ihn später zu großen Spenden im medizinischen Bereich, wie z. B. der Krebsforschung.
Nach Ende des Sechstagekrieges im Juni 1967, in dem Perlmutter in den israelischen Streitkräften diente, wanderte er in die Vereinigten Staaten aus. Mit 250 $ in der Tasche kam er in New York an und sicherte seinen Lebensunterhalt zunächst, indem er sich vor jüdischen Friedhöfen in Brooklyn engagieren ließ, um Trauergottesdienste auf Hebräisch zu halten. Später verkaufte er auf den Straßen New Yorks Spielwaren und Kosmetikprodukte aus Restposten oder überschüssigen Lagerbeständen und verdiente gut damit. Obwohl er nie eine Universität besucht hat, brachte er sich selbst bei, wie eine Bilanz zu lesen ist, oder wie übersehene Unternehmenswerte in schwachen oder notleidenden Unternehmen identifiziert werden.

### Revco
Mit einem neuen Partner, Bernard Marden, und unter Nutzung seiner als Großhändler erworbenen Fähigkeiten gründete er ein Unternehmen namens Odd Lot Trading, ein Groß- und Einzelhandelsunternehmen für Restposten mit über 100 Filialen. Im Mai 1984 verkauften sie Odd Lot an Revco Discount Drug Stores im Tausch gegen 12 % der Revco-Aktien. Schon bald forderte er die Revco-Geschäftsführung auf, die Kontrolle über das Unternehmen zu übernehmen, wurde aber nach anfänglicher positiver Resonanz abgewiesen. Perlmutter und sein Partner drohten mit einer feindlichen Übernahme, sahen aber schließlich davon ab und verkauften ihren Anteil für 99,1 Millionen $ an Revco zurück. Die Odd Lot-Gruppe wurde 1988 von Revco an Meshulam Riklis verkauft.

### Coleco
Perlmutter unterhielt enge Beziehungen zum Management des Spielzeugherstellers Coleco Entertainment Corporation, von dem er schon seit einiger Zeit unverkaufte Bestände erworben hatte. Bei Coleco kaufte Perlmutter unverkaufte Waren zu 50 % in bar und zu 50 % in Form von „Tauschwerbegutschriften“ (ein Versprechen, für die künftigen Werbeausgaben von Coleco aufzukommen). Über einen Zeitraum von vier Jahren erhielt Perlmutter Waren im Wert von 144 Mio. $ und zahlte 73 Mio. $ in bar sowie 71 Mio. $ in Form von Werbegutschriften, die er in Zukunft auszahlen wollte.
1988 sah er eine Chance, als Coleco aufgrund der Einführung des Personal Computers, der sich auf den Verkauf von Videospielen auswirkte, mit seinen Schulden zu kämpfen hatte. Perlmutter kaufte alle vorrangigen Schulden von Coleco (mit einem Nennwert von 85 Millionen $) für 50 Millionen $, einen beträchtlichen Abschlag, und wurde im Falle eines Konkurses vorrangig vor den Anleihegläubigern. Obwohl Perlmutter einen Konkurs von Coleco für wahrscheinlich hielt, war er der Meinung, dass der Wert der Coleco-Vermögenswerte ausreichen sollte, um die von ihm gekauften 85 Millionen $ vollständig zu decken. Im Juli 1988 meldete Coleco Insolvenz nach Chapter 11 an.
Die Anleihegläubiger, denen Perlmutters enge Beziehung zur Coleco-Geschäftsführung suspekt war, verklagten Perlmutter wegen betrügerischer Übertragung der Tauschwerbekredite (die einen sehr bedeutenden Posten in Colecos Bilanz ausmachten). Nach umfangreichen Verhandlungen wurde ein Vergleich erzielt, wonach Coleco für 85 Millionen Dollar an die Hasbro Corporation verkauft wurde und Perlmutter 64 Millionen $ für seine nunmehr 90 Millionen $ schwere Forderung (Kapital plus Zinsen) im Gegenzug für die Rücknahme der Klage akzeptierte.

### Remington
1994 verkaufte Victor Kiam die Mehrheitsbeteiligung an Remington Products für 20 Millionen $ an Isaac Perlmutter. Perlmutter wurde Vizepräsident von Remington. Kiam und Perlmutter verkauften Remington im Jahr 1996 an Vestar Capital Partners.

### Marvel
Isaac Perlmutter war seit April 1993 Mitglied des Vorstands von Marvel Comics und war bis März 1995 Vorstandsvorsitzender.
Isaac Perlmutter war zusammen mit Avi Arad Miteigentümer von Toy Biz (später Marvel Toys), nachdem er das Vorgängerunternehmen im Januar 1990 von Charan Industries gekauft hatte. Toy Biz wurde im Rahmen des Marvel-Deals umstrukturiert, wobei Perlmutter weiterhin Eigentümer des ursprünglichen Toy Biz war, und zwar in Form einer Holdinggesellschaft namens Zib, die die ausländische Vertriebsgesellschaft Toy Biz International und Perlmutters Anteil an dem neuen Toy Biz hielt.
Als die Marvel Group 1996 in Konkurs ging, folgten langwierige Rechtsstreitigkeiten zwischen Perlmutter, Arad, Carl Icahn und Ronald Perelman über die Kontrolle des Unternehmens. Bis 1997 hatten Perlmutter und Arad die Kontrolle über das Unternehmen erlangt und Icahn und Perelman verdrängt. ToyBiz und Marvel wurden im Juni 1998 zu Marvel Enterprises verschmolzen, um das Unternehmen aus dem Konkurs zu führen, wobei ToyBiz eine Abteilung des neuen Unternehmens wurde.
Im November 2001 wurde Perlmutter stellvertretender Vorsitzender von Marvel. Im Januar 2005 wurde er Vorstandsvorsitzender von Marvel Comics. Er blieb auch nach der Übernahme durch The Walt Disney Company im Dezember 2009 CEO von Marvel Entertainment. 2009 kaufte Disney Marvel für 4 Milliarden $ (2,8 Milliarden €), wobei Perlmutter fast 1,5 Milliarden $ davon persönlich erhielt. Die Kaufsumme, eine Mischung aus Bargeld und Aktien, macht Perlmutter hinter Steve Jobs zum zweitgrößten Einzelaktionär von Disney. Obwohl Perlmutter nach der Übernahme 800 Millionen Dollar in bar und 590 Millionen Dollar in Disney-Aktien erhielt, nahm er keinen Sitz im Verwaltungsrat von Disney ein.
Im September 2015 hörte Perlmutter auf, die Entwicklung von Marvel Studios zu beaufsichtigen. Disney war der Ansicht, dass Studioleiter Kevin Feige direkt dem Vorsitzenden der Walt Disney Studios, Alan Horn, unterstellt werden sollte, damit alle Filmrechte von Disney (einschließlich Pixar und Lucasfilm) unter einer einzigen Managementstruktur stehen.
Im März 2023 wurde Perlmutter von seiner Position als Leiter von Marvel Entertainment als Teil einer Umstrukturierung entlassen, um die Aktivitäten der Sparte in Disney selbst zu integrieren.

## Politik
In der Trump-Administration war er als inoffizieller Berater des Department of Veteran Affairs tätig. Perlmutter hat Trump bereits im Präsidentschaftswahlkampf 2020 zusammen mit seiner Frau über ein Political Action Committee mit dokumentierten 21 Millionen $ unterstützt und hat auch für den Wahlkampf 2024 eine ähnliche Spende versprochen.

## Wohltätigkeit
1993 stifteten Perlmutter und seine Frau die Laura und Isaac Perlmutter-Professur und den Lehrstuhl für Zellbiologie am Skirball Institute of Biomolecular Medicine (Teil der New York University School of Medicine). Perlmutters Frau Laura ist seit 1993 Mitglied des Kuratoriums des NYU Medical Center und Perlmutter ist seit 2014 Mitglied des Kuratoriums.

## Privatleben
1970 lernte Perlmutter Laura Sparer im Borscht Belt Resort, einer Feriensiedlung von New Yorker Juden, in den Catskill Mountains (Upstate New York) kennen, und sie heirateten 1971. Sie leben abwechselnd in Palm Beach, Florida, in der Nähe von Mar-a-Lago, und in New York City. Sie haben keine Kinder.